# Hatzenbeck (Wuppertal)
Hatzenbeck ist eine Ortslage in der bergischen Großstadt Wuppertal.

## Lage und Beschreibung
Die Ortslage liegt im Bereich der Straßen Steinbeck bzw. Cronenberger Straße, Im Ostersiepen und Keplerweg im Wohnquartier Grifflenberg im Stadtbezirk Elberfeld auf einer Höhe von 190 m ü. NHN. Der ursprüngliche Wohnplatz ist heute von einer neueren Wohnsiedlung überbaut. In Hatzenbeck mündet der Ostersiepen in den gleichnamigen Bach Hatzenbeck. Benachbarte Wohnplätze sind Obere Steinbeck, Vorm Holz und Im Ostersiepen, 

## Geschichte
Auf der Topographischen Aufnahme der Rheinlande von 1824 ist ein Ort ebenso verzeichnet, wie auf der Preußischen Uraufnahme von 1843. Der Name Hatzenbeck wird neben den Siedlungskern auf späteren Messtischblättern für die gesamte Bebauung an der Cronenberger Straße verwendet.
1815/16 besaß der Ort 53 Einwohner. 1832 gehörte der Ort zur Holz und Eichholzer Rotte des ländlichen Außenbezirks des Kirchspiels und der Stadt Elberfeld. Der laut der Statistik und Topographie des Regierungsbezirks Düsseldorf als Einzelne Häuser kategorisierte Ort wurde als in der Hatzenbeek bezeichnet und besaß zu dieser Zeit acht Wohnhäuser und sechs landwirtschaftliche Gebäude. Zu dieser Zeit lebten 135 Einwohner im Ort, sieben katholischen und 128 evangelischen Glaubens.
Die heutigen Straße Cronenberger Straße bzw. Steinbeck war ein regional bedeutender Handelsweg zwischen Köln bzw. dem Rhein bei Hitdorf und der damals selbstständigen Stadt Elberfeld, die im 19. Jahrhundert zur Provinzialstraße Elberfeld–Hitdorf ausgebaut wurde. Hatzenbeck lag an dieser stark frequentierten Chaussee, die als Staatsstraße klassifiziert war.